# Barchhawa
Barchhawa – gaun wikas samiti we wschodniej części Nepalu w strefie Sagarmatha w dystrykcie Siraha. Według nepalskiego spisu powszechnego z 2001 roku liczył on 648 gospodarstw domowych i 3524 mieszkańców (1763 kobiet i 1761 mężczyzn).